# Steal This Album!
Steal This Album! (в переводе с англ. — «Укради этот альбом!») — третий студийный альбом группы System of a Down, выпущенный 26 ноября 2002 года. Перед выпуском произошла утечка, и в интернете появились mp3-файлы среднего качества с песнями из этого альбома, что послужило основой для его названия; в то же время заглавие пластинки является отсылкой к знаменитой книге Эбби Хоффмана «Сопри эту книгу» (англ. Steal This Book). Оформление упаковки для этого альбома оригинально — коробка без буклета, а диск выглядит как обычный пустой CD, только что купленный в магазине. Название группы и альбома на диске якобы написаны маркером, что сделано специально для подражания пиратской продукции.

## Альтернативные обложки
В Великобритании и Соединённых Штатах на ограниченный срок были доступны четыре альтернативных покрытия диска и обложки. Разные варианты, предположительно, были разработаны разными участниками коллектива. На первом варианте обложки — сплошной синий фон с концентрически сходящимся текстом. На втором — изображение чёрного стилизованного узора огня на красном фоне. На третьем на чёрном фоне изображён серый череп с письмом во рту. На четвёртом, и возможно самом спорном, изображены два скрещённых V-образных узора, возможно намекающих на ноги, одетые соответственно в синие джинсы и красные колготки с белыми трусами в красную полоску, и подразумевающие «Дядю Сэма» и королеву Великобритании. Эти обложки очень редки.

## Список композиций
| №                   | Название                                            | Текст песни         | Музыка                                 | Длительность |
| ------------------- | --------------------------------------------------- | ------------------- | -------------------------------------- | ------------ |
| 1.                  | «Chic 'N' Stu (Рагу из курицы)»                     | Серж Танкян         | Дарон Малакян                          | 2:23         |
| 2.                  | «Innervision (Внутреннее зрение)»                   | Танкян              | Малакян, Танкян                        | 2:33         |
| 3.                  | «Bubbles (Пузырьки)» (совместно с Арто Тунчбояджян) | Танкян              | Малакян                                | 1:56         |
| 4.                  | «Boom! (БУМ!)»                                      | Танкян              | Малакян, Шаво Одаджян                  | 2:14         |
| 5.                  | «Nüguns (Новое оружие)»                             | Танкян, Малакян     | Малакян                                | 2:30         |
| 6.                  | «A.D.D. (Отказ от американской мечты)»              | Танкян              | Малакян                                | 3:17         |
| 7.                  | «Mr. Jack (Мистер Джек)»                            | Танкян, Малакян     | Малакян                                | 4:09         |
| 8.                  | «I-E-A-I-A-I-O (А-И-Е-А-Э-А-О)»                     | Танкян              | Малакян, Танкян, Одаджян, Джон Долмаян | 3:08         |
| 9.                  | «36»                                                | Танкян              | Танкян                                 | 0:46         |
| 10.                 | «Pictures (Картинки)»                               | Танкян, Малакян     | Малакян                                | 2:06         |
| 11.                 | «Highway Song (Дорожная песня)»                     | Танкян, Малакян     | Малакян                                | 3:13         |
| 12.                 | «Fuck the System (К чёрту систему)»                 | Танкян              | Малакян, Танкян                        | 2:12         |
| 13.                 | «Ego Brain (Эгоистичный мозг)»                      | Танкян, Малакян     | Малакян, Танкян                        | 3:21         |
| 14.                 | «Thetawaves (Тэта-волны)»                           | Танкян, Малакян     | Малакян                                | 2:36         |
| 15.                 | «Roulette (Рулетка)»                                | Танкян              | Малакян, Танкян                        | 3:21         |
| 16.                 | «Streamline (Проливной дождь)»                      | Танкян              | Малакян                                | 3:37         |
| Общая длительность: | Общая длительность:                                 | Общая длительность: | Общая длительность:                    | 44:36        |

## Чарты
| Чарт (2002)                 | Номер позиции |
| --------------------------- | ------------- |
| Billboard 200               | 15            |
| UK Albums Chart             | 56            |
| Australian ARIA Top 50      | 11            |
| New Zealand Top Album Chart | 26            |

Синглы
| Год  | Сингл         | Чарт                   | Позиция |
| ---- | ------------- | ---------------------- | ------- |
| 2003 | "Innervision" | Mainstream Rock Tracks | 14      |
| 2003 | "Innervision" | Modern Rock Tracks     | 12      |

| Регион | Сертификация | Продажи    |
| --- | ------------ | ---------- |
| Австралия (ARIA) | Золотой      | 35 000^    |
| Бразилия (ABPD) · 5-album bundle                                                                                         | Платиновый   | 40 000*    |
| Финляндия (Musiikkituottajat)                                                                                            | Золотой      | 15,886     |
| США (RIAA) | Платиновый   | 1 000 000^ |
| * Данные о продажах приведены только на основе сертификации. ^ Данные о тиражах приведены только на основе сертификации. |              |            |

## Участники записи
- Серж Танкян — вокал, клавишные;
- Дарон Малакян — бэк-вокал, гитара, мандолина, ситар, уд;
- Шаво Одаджян — бас-гитара;
- Джон Долмаян — ударные;
- Арто Тунчбояджян — дополнительный вокал;
- Продюсирование — Рик Рубин и Дарон Малакян;
- Представление миру: Velvet Hammer Music and Management Group.